# 田房永子
田房 永子（たぶさ えいこ、1978年 - ）は、日本の漫画家、ライター、エッセイスト、コラムニスト。

## 略歴
- 武蔵野美術大学短期大学部美術科卒業。[1]
- 2000年 マンガエフで漫画家としてデビュー。[2]
- 2001年 青林工藝舎主催の第3回アックスマンガ新人賞佳作受賞。[3]
- 2012年『母がしんどい』がベストセラーになる。[4]

## 来歴
武蔵野美術大学短期大学部美術科を卒業後、第3回アックスマンガ新人賞佳作を受賞する。
2003年より男性向け成人誌、実話誌、スポーツ新聞にて漫画やイラスト、ライター業をはじめる。
2006年、男性向け成人誌の仕事をする中での女性としての葛藤を書いた文章が『婦人公論』に掲載される。
2010年からは活動の場を女性向け媒体に移す。
2012年、母親との葛藤を描いたコミックエッセイ『母がしんどい』を刊行。初の単行本となった同作がベストセラーになったことで、広く知られるようになる。　
2014年には妊娠・出産・育児にまつわるさまざまなエピソードを描いた『ママだって、人間』を刊行。
2016年、自身が「今まで誰にも言えなかった深刻な悩み」であった「キレる」ことをテーマにしたコミックエッセイ『キレる私をやめたい〜夫をグーで殴る妻をやめるまで〜』を刊行し、話題を呼ぶ。
2021年、初のフィクション作品『大黒柱妻の日常 共働きワンオペ妻が、夫と役割交替してみたら？』を刊行。主人公を「エイコ」として自身の体験を描く従来の手法ではなく架空の人物を主人公とするフィクション作品に挑戦した。

## 著作
漫画
- 『母がしんどい』2012年3月／KADOKAWA/中経出版（新人物往来社）

　　└韓国で韓国語版が発売されている。
- 『ママだって、人間』2014年3月／河出書房新社
- 『呪詛抜きダイエット』2014年7月／大和書房
- 『うちの母ってヘンですか?』2014年9月／秋田書店
- 『それでも親子でいなきゃいけないの?』2015年10月／秋田書店
- 『キレる私をやめたい〜夫をグーで殴る妻をやめるまで〜』2016年6月／竹書房

　　└韓国で韓国語版が発売されている。
- 『しんどい母から逃げる！！　〜いったん親のせいにしてみたら案外うまくいった〜』2018年3月／小学館
- 『お母さんみたいな母親にはなりたくないのに』2018年8月／河出書房新社
- 『母がしんどい〔文庫版〕』2020年2月／KADOKAWA
- 『男社会がしんどい 〜痴漢だとか子育てだとか炎上だとか〜』2020年5月／竹書房
- 『大黒柱妻の日常 共働きワンオペ妻が、夫と役割交替してみたら？』2021年4月／MdNコーポレーション
- 『なぜ親はうるさいのか　子と親は分かりあえる？』2021年12月／筑摩書房　※ちくまＱブックス第1弾

　　└中国語（簡体字）版が発売されている。
- 『いつになったらキレイになるの？　～私のぐるぐる美容道～』2022年6月／扶桑社

　　└前半は漫画、後半はエッセイ。
- 『人間関係のモヤモヤは3日で片付く ～忘れられない嫌なヤツも、毎日顔を合わせる夫も～』2022年6月／竹書房
- 『喫茶 行動と人格』2024年4月 - ／竹書房
- 『女40代はおそろしい』2024年10月／幻冬舎

エッセイ
- 『男しか行けない場所に女が行ってきました』2015年2月／イースト・プレス
- 『母乳がいいって絶対ですか？』2015年12月／朝日新聞出版

　　└韓国で韓国語版が発売されている。
- 『他人のセックスを見ながら考えた』 2019年2月／筑摩書房

　　└「男しか行けない場所に女が行ってきました」の大幅加筆修正文庫版。
- 『「男の子の育て方」を真剣に考えてたら夫とのセックスが週3回になりました』2019年6月／大和書房

対談、共著、挿絵
- 『母と娘はなぜこじれるのか』2014年2月／NHK出版

　　└斎藤環による対談集。田房の他に角田光代、萩尾望都、信田さよ子、水無田気流の対談が収録。韓国で韓国語版が発売されている。
- 『オトナの保健室　セックスと格闘する女たち』集英社／2018年10月

　　└漫画を担当。
- 『平成遺産』2019年2月／淡交社

　　└平成の負の遺産をテーマに90年代の女子高生ブームについてを執筆。
- 『上野先生、フェミニズムについてゼロから教えてください！』大和書房／2020年1月

　　└上野千鶴子との対談共著。挿絵及び漫画を担当。2021年、中国語（簡体字）版が中国で発売され、中国最大級読書サイト「豆瓣」で「2021年最も注目された本」第3位、「ノンフィクション部門」第2位を獲得。2022年からは台湾でも台湾繁体字版が発売されている。オーディオブックは中国語版、日本語版がある。
- 『キレたくないのにキレてしまうあなたへ』2021年8月／朝日新聞出版

　　└岡田法悦･著。田房は漫画を担当。
- 『アイヌもやもや』2023年12月／303BOOKS

　　└北原モコットゥナㇱ･著（。田房は漫画を担当。
責任編集
- 田房永子責任編集『エトセトラ VOL.1』2019年5月／エトセトラブックス

寄稿
- 『ガールズトーク』2013年5月／学研パブリッシング
- 『恐怖女子会　不祥の水』2013年5月／竹書房
- 『女子校育ちはなおらない』2014年10月／KADOKAWA/メディアファクトリー
- 『日本の童貞』2015年6月／河出書房新社

　　└澁谷知美･著。解説を寄稿。
- 『どんな絵本を読んできた?』2017年8月／平凡社
- 『続 学校に行きたくない君へ 大先輩たちが語る生き方のヒント。』2020年7月／ポプラ社
- 『共依存　苦しいけれど、離れられない[新装版]』2023年6月／朝日新聞出版

　　└信田さよ子･著。解説を寄稿。
- 『すべては子どものためだと思ってた』2023年12月／KADOKAWA 　 └しろやぎ秋吾･著。解説を寄稿。